# Ancistroceroides fabienii
Ancistroceroides fabienii är en stekelart som först beskrevs av Brethes.  Ancistroceroides fabienii ingår i släktet Ancistroceroides och familjen Eumenidae. Inga underarter finns listade i Catalogue of Life.